# Vol 296 d'Air France
El vol 296 d'Air France es produí el 26 de juny del 1988, quan un Airbus A320 d'Air France, que aleshores era l'avió més nou d'Airbus, s'estavellà contra un bosc al final de la pista de l'Aeroport de Mülhausen-Habsheim, al sud d'Alsàcia (França). L'avió, noliejat per Air Charter en benefici de l'Aeroclub de Mulhouse, amb 136 persones a bord (la majoria de les quals participaven en un bateig aeri), efectuava un pas a baixa altitud i baixa velocitat en el marc d'un vol de presentació en una exhibició aèria. La majoria de passatgers aconseguiren evacuar l'avió malgrat l'incendi provocat per l'impacte amb el bosc, però l'accident deixà 3 morts i 36 ferits.